# Maudlin of the Well
I maudlin of the Well (abbreviati motW) sono una band di avant-garde metal di Boston, Massachusetts. La loro musica include elementi death metal, ma anche post-rock e progressive rock, oltre a musica classica. Il loro sound è del tutto particolare e originale, e possono essere definitivi l'unica band al mondo a suonare "astral metal". 
Il tema principale della musica dei motW è la proiezione astrale, che è una particolare esperienza extracorporea. Come Toby Driver ha scritto nei booklet della reissue di Bath e Leaving your body map, la composizione è avvenuta durante sedute di "proiezione astrale" e di sogno lucido, per cui spesso si dice che i maudlin of the Well più che aver composto musica hanno "trovato" musica.

## Storia
Il gruppo nasce nel 1996 da un'idea di Toby Driver e pubblica 3 demo e 3 album: My Fruity Psichobells... A seed combustible (1999), Bath e Leaving you Body Map, pubblicati contemporaneamente nel 2001. Si sciolgono nel 2003, anno in cui Toby Driver e altri membri della band formano i Kayo Dot, tuttora attivi.
Nel 2009 viene annunciato un nuovo album, registrato grazie alle donazioni dei fans. Part the Second viene realizzato nel maggio 2009 in vari formati (MP3, FLAC, WAV ) ed è possibile scaricarlo gratuitamente via internet.

## Formazione
- Jason Byron - voce, tastiera
- Toby Driver -	composizione, voce, chitarra, basso, clarinetto, tastiere
- Greg Massi - chitarra, voce
- Maria-Stella Fountoulakis - voce
- Josh Seipp-Williams - chitarra
- Jason Bitner - tromba
- Terran Olson - voce, clarinetto, flauto, sassofono
- Sam Gutterman - batteria, voce
- Nicholas Kyte - chitarra, basso
- Andrew Dickson - batteria

## Discografia

### Album in studio
- 1999 - My Fruit Psychobells...A Seed Combusible
- 2001 - Bath
- 2001 - Leaving Your Body Map
- 2009 - Part the Second

### Demo
- 1996 - Through Languid Veins
- 1997 - Begat of the Haunted Oak: An Acorn
- 1998 - For My Wife